# Мохаммед Хосейн хан Айрумлу
Мохаммед Хосейн хан Айрумлу (перс. سرلشگر محمدحسین آیرم‎) — старший военачальник династии Пехлеви в Иране во время правления Резы-шаха. Племянник генерала Теймура-хана Айромлу и двоюродный братом королевы Тадж ол-Молук Айромлу. Только некоторые члены семьи имели возможность в фамилии добавлять суффикс «-лу».

## Биография
Родился в 1882 году в Баку (тогда входившем в состав Российской империи) в семье происходившей из тюркского племени айрум. Вскоре вступил в ряды Персидской казачьей бригады и стал соратником Резы-шаха. Быстро поднялся по служебной лестнице, став полковником Персидской казачьей бригады ещё в 1901 году. Сообщается, что до русской революции провёл несколько лет в рядах Русской императорской империи, служа офицером в царской армии. Вернулся в Иран в 1921 году.
Стал начальником Национальной полиции Ирана (Шахрбани) в 1931 году. На пике своей карьеры его считали более могущественным членом кабинета министров и правой рукой Резы-шаха. Злоупотребления своим положением основывались на взяточничестве, подставе невиновных людей, контрабанде и наблюдением за тем, что происходит с другими. Позже, притворившись больным, навсегда покинул Иран.
Во время Второй мировой войны предпринял активные усилия по созданию правительства в изгнании в Берлине, поддерживаемого Германией, под названием Иран-е-Азад. Целью было проведение мероприятий против союзнической оккупации Ирана, а также захват Ирана после победы Германии в войне. Во время оккупации Ирана союзниками все сочувствующие Германии были арестованы, в том числе и Мохаммед, который был «арестован и отправлен в деревню в Германии».
Умер 31 марта 1948 года в Лихтенштейне, находясь там на лечении.